# Edvard Kardelj
Edvard Kardelj, pseudonym Sperans či Krištof (27. ledna 1910, Lublaň – 10. února 1979, Lublaň) byl slovinský marxistický teoretik, politik a státník, blízký spolupracovník maršála Josipa Broze Tita.

## Životopis

### Do druhé světové války
Narodil se v Lublani. V roce 1916 začal navštěvovat obecnou školu, poté měšťanskou. Maturoval v roce 1929 na lublaňské pedagogické škole, ovšem povolání učitele se věnovat nezačal. Již v roce 1926 vstoupil do Svazu komunistické mládeže Jugoslávie (SKOJ). V roce 1928 vstoupil do Komunistické strany Jugoslávie. V prosinci 1929 byl poprvé zatčen, a to pro podezření z revoluční činnosti, zanedlouho byl pro nedostatek důkazů propuštěn. V únoru 1930 byl však za činnost v zakázané Komunistické straně opět zatčen a vězněn v Bělehradě. V září 1930 ho Státní soud pro ochranu státu odsoudil ke dvěma rokům odnětí svobody. Jakmile se v únoru 1932 vrátil do Lublaně, začal spolu s Borisem Kidričem pracovat na obnovení činnosti Komunistické strany, která byla silně oslabena v důsledku nastolení královské diktatury 6. ledna. Jako člen Oblastního výboru Komunistické strany Jugoslávie (KPJ) řídil a organizoval komunistické hnutí ve Slovinsku. V souladu s usnesením Ústředního výboru KPJ (CK KPJ) opustil nelegálně v průběhu roku 1934 Jugoslávii a odcestoval do Moskvy, kde šest měsíců navštěvoval Mezinárodní Leninovu školu, poté učil na Komunistické univerzitě národnostních menšin Zahoda. Na konci ledna 1937 se přes Paříž vrátil do Slovinska, kde měl za úkol vytvořit samostatnou místní komunistickou stranu, jež byla ustavena v průběhu roku 1937. Podílel se na činnosti nejen slovinských, ale i jugoslávských komunistů. V červnu 1938 jej zadržela policie a ve vazbě byl držen půl roku. V roce 1939 vydal pod pseudonymem Sperans knihu „Razvoj slovenskega narodnega vprašanja“, v níž deklaroval myšlenku slovinské národní samostatnosti a v níž také zdůraznil, že slovinské osvobození může realizovat jen socialistická revoluce. V únoru 1940 přešel spolu s manželkou Pepcou do ilegality. Od nástupu Josipa Broze Tita do čela jugoslávských komunistů patřil mezi jeho nejbližší spolupracovníky.

### Druhá světová válka
Již od prvních dní okupace Jugoslávie se angažoval v národněosvobozeneckém boji. Na prvním zasedání Antifašistického výboru národního osvobození Jugoslávie (AVNOJ) v roce 1942 byl zvolen místopředsedou výkonného výboru AVNOJe. Po kapitulaci Itálie se vrátil do Slovinska, kde se počátkem října 1943 sešel Kočevski zbor (Kočevské shromáždění), v zásadě slovinský válečný parlament. Shromáždění zvolilo nejvyšší slovinský politický orgán – Slovinskou národněosvobozeneckou radu (SNOS) v čele s Josipem Vidmarem. Nedlouho po Kočevském zboru odjíždí Kardelj do Jajce, kde došlo k ustavení prozatímní vlády na osvobozeném území. 29. listopadu 1943 se v Jajce uskutečnilo druhé zasedání AVNOJ, na němž byl Kardelj zvolen členem předsednictva AVNOJ a místopředsedou Národního výboru osvobození Jugoslávie (NKOJ), což byla fakticky jugoslávská vláda.

### Avnojská Jugoslávie
Po druhé světové válce patřil vedle Josipa Broze Tita, Milovana Đilase a Aleksandara Rankoviće k hlavním představitelům Jugoslávie. V únoru 1946 se stal místopředsedou federální vlády a tuto funkci zastával i po přeměně vlády ve výkonný výbor až do června 1963. V období od srpna 1948 do ledna 1953 zastával také funkci ministra zahraničních věcí Jugoslávie. Po přijetí nové ústavy, v rozmezí let 1963–1967, byl předsedou svazové skupštiny, mezi léty 1958 a 1966 byl tajemníkem CK SKJ, v letech 1964–1979 pak členem Předsednictva SKJ. Mimo to zastával další politické a čestné funkce.
29. června 1948 publikovalo československé Rudé právo Zprávu o poradě Informačního byra komunistických stran a především Rezoluci Informačního byra o situaci v Komunistické straně Jugoslávie, která pranýřovala vývoj v Jugoslávii i hlavní jugoslávské představitele (kromě Kardelje také Tita, Đilase a Rankoviće). Materiál byl snahou o zajištění absolutní poslušnosti Jugoslávie směrem k Sovětskému svazu a byl především reakcí na Titovu myšlenku vytvoření Balkánské federace, která nebyla konzultována se Stalinem. Jugoslávské vedení však své postoje změnit odmítlo, a tak sovětsko-jugoslávská roztržka gradovala a vyústila ve vyloučení KPJ z Informbyra.
Ostrakizace Jugoslávie ze soustavy socialistických států znamenala ekonomický a vojenský bojkot, na který muselo jugoslávské vedení reagovat. Právě Kardelj v této době formuloval myšlenku samosprávného socialismu a návratu k čisté podobě marxismu, která se promítla i do činnosti KPJ, jež v roce 1952 změnila svůj název na Svaz komunistů Jugoslávie (SKJ). Kardelj jugoslávský režim považoval za nejvyšší formu sociálně spravedlivé společnosti a při mnohých příležitostech kritizoval sovětský režim.
Milovan Đilas byl z politických funkcí odstaven na přelomu let 1953 a 1954 a v polovině roku 1966 o své funkce přišel také Aleksandar Ranković.. Po odstranění Rankoviće rozhodl Tito o zřízení čtyřčlenného byra Předsednictva CK SKJ, které nemělo oporu ve stanovách SKJ a jehož členy byli kromě Tita i Kardelj, Mijalko Todorović a Veljko Vlahović.
V období pražského jara měl Kardelj velký vliv také na československé komunisty. Ti sice odmítali zavést jugoslávský vzor samosprávy, ale samotný Kardelj se těšil mezi reformními československými komunisty velké autoritě. Po srpnových událostech to byl právě Kardelj, který podpořil návrh Vladimira Popoviće, aby výkonný výbor a předsednictvo CK SKJ ve svém prohlášení reagující na vpád vojsk Varšavské smlouvy do Československa vyjádřily i přímou podporu Dubčekovu vedení.
V září 1968 Tito v souvislosti s reformou struktury stranických a státních institucí navrhoval, že si ponechá jen státní posty, zatímco nejvyšší stranické funkce přenechá právě Kardeljovi. Kardelj patřil k hlavním konstruktérům jugoslávského specifického ústavního systému, který Jugoslávii koncipoval jako samosprávnou pospolitost národů. Kardeljova koncepce byla kombinací marxismu a kropotkinovského anarchismu (jenž se promítal především ve zdůrazňování role komun, resp. občin, v Jugoslávii). Vrcholem jeho teoretické práce byla Ústava Socialistické federativní republiky Jugoslávie, přijatá v roce 1974.
V roce 1970 u příležitosti jeho šedesátých narozenin se stal čestným občanem všech slovinských občin.
Po roce 1974 se ze zdravotních důvodů stáhl do pozadí. Přesto se i ve vysokém věku věnoval úvahami nad politickým systémem země. V roce 1977 uveřejnil studii „Směry rozvoje politického systému socialistické samosprávy pracujících“ (srbochorvatsky „Pravci razvoja političkog sistema socijalističkog samoupravljanja“), ve které se pokoušel dále dovést do praxe myšlenku odbourání státu a decentralizaci moci. O rok později pak uveřejnil další spis, „Svobodná sdružená práce“ (Slobodni udruženi rad). Kardelj podrobil navíc kritice ústavu z roku 1974. Mnozí liberální komunisté ho tak viděli jako jediného autentického bojovníka proti mocenskému monopolu, ba i jako jednoho z prvních propagátorů politického pluralismu, ovšem bez existence politických stran.
Kardelj podlehl rakovině 10. února 1979. Jeho pohřbu se nezúčastnila sovětská delegace, neboť ho považovala za hlavního představitele protisovětské politické skupiny uvnitř jugoslávského vedení.
V letech 1979 až 1990 nesla jeho jméno Univerzita v Lublani, v letech 1950–1954 a 1980–1990 nesla chorvatská obec Ploče název Kardeljevo.
Byl nositelem vysokých jugoslávských řádů, vyznamenání a čestných cen.